# بتل‌استار گالاکتیکا (مجموعه تلویزیونی ۲۰۰۹)

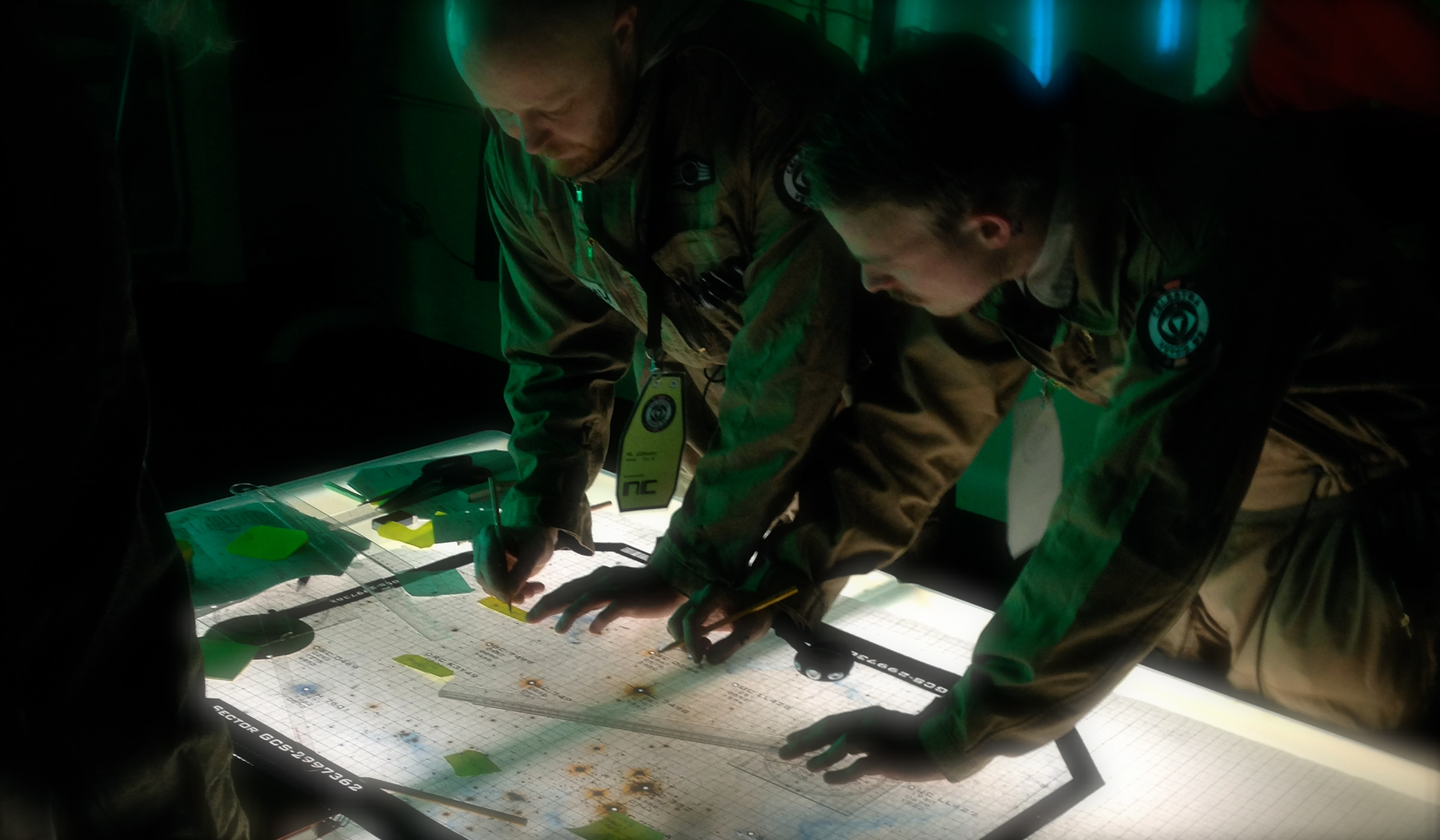
یک صحنه از مجموعه تلویزیونی ناوبر فضایی گالاکتیکا

بتل‌استار گالاکتیکا (به انگلیسی: Battlestar Galactica) یک مجموعه تلویزیونی آمریکایی به سبک علمی-تخیلی جنگی است که بر اساس مجموعه‌ای با همین نام محصول سال ۱۹۷۸ ساختهٔ گلن لارسن تولید شده است. در ابتدا مجموعه‌ای دو قسمتی در دسامبر ۲۰۰۳ پخش شد و سپس سریال در ۴ فصل و ۷۵ قسمت ادامه یافت تا اینکه در سال ۲۰۰۹ به پایان رسید. این نسخه از ناوبر فضایی گالاکتیکا توسط رونالد مور و دیوید آیک تولید شده است و از شبکه تلویزیونی سای فای پخش شده است.
این سریال از سوی مجله تایم در میان ۱۰۰ سریال برتر تاریخ قرار گرفت.
داستان سریال پیرامون تمدنی از انسان‌هایی است که در کهکشانی دور دست تحت عنوان دوازده قبیلهٔ کوبول در مجموعه‌ای از سیارات ساکن هستند. این افراد در گذشته درگیر جنگی با ربات‌هایی به نام سایلان شدند. خالق این ربات‌ها افراد همین تمدن بودند. بعدها این سایلان‌ها با سوءاستفاده از دانشمندی به نام گایس بالتار به هر دوازده کولونی حمله می‌کنند و طی این جنگ با انفجار بمب‌های هسته‌ای بیشتر افراد این تمدن کشته می‌شوند و فقط تعداد کمی از افراد که در سفینه‌های فضایی بودند و خارج از جو سیارات قرار داشتند زنده ماندند، که داستان سریال در واقع پیرامون ۵۰ هزار نفر بازماندهٔ این جنگ است که در تعدادی سفینهٔ فضایی به فرماندهی ویلیام آداما و رئیس جمهور لورا رازلین به دنبال محلی جدید برای سکونت می‌گردند.